# Aphanopleura trachysperma
Aphanopleura trachysperma är en växtart i släktet Aphanopleura och familjen flockblommiga växter. Den beskrevs av Pierre Edmond Boissier 1872.
Arten är en ettårig ört som förekommer i södra Kaukasus.